# Atkinson (Illinois)
Atkinson és una població dels Estats Units a l'estat d'Illinois. Segons el cens del 2000 tenia 1.001 habitants.

## Demografia
Segons el cens del 2000, Atkinson tenia 1.001 habitants, 432 habitatges, i 276 famílies. La densitat de població era de 256 habitants/km².
Dels 432 habitatges en un 28,5% hi vivien nens de menys de 18 anys, en un 55,1% hi vivien parelles casades, en un 5,6% dones solteres, i en un 35,9% no eren unitats familiars. En el 32,2% dels habitatges hi vivien persones soles el 19,2% de les quals corresponia a persones de 65 anys o més que vivien soles. El nombre mitjà de persones vivint en cada habitatge era de 2,32 i el nombre mitjà de persones que vivien en cada família era de 2,94.
Per edats la població es repartia de la següent manera: un 23,7% tenia menys de 18 anys, un 7,7% entre 18 i 24, un 26,7% entre 25 i 44, un 22,1% de 45 a 60 i un 19,9% 65 anys o més.
L'edat mediana era de 40 anys. Per cada 100 dones de 18 o més anys hi havia 91,5 homes.
La renda mediana per habitatge era de 35.750 $ i la renda mediana per família de 47.422 $. Els homes tenien una renda mediana de 34.500 $ mentre que les dones 22.083 $. La renda per capita de la població era de 17.732 $. Aproximadament el 5,6% de les famílies i el 10% de la població estaven per davall del llindar de pobresa.

## Poblacions properes
El següent diagrama mostra les poblacions més properes.